# Mina Naranjal
La Mina Naranjal (más comúnmente conocida como El Naranjal) es el nombre de una legendaria mina perdida de oro en la Sierra Madre Occidental de México. El folclorista J. Frank Dobie le dedicó parte de su libro "Apache Gold and Yaqui Silver".
La mina supuestamente estaba ubicada al fondo de un cañón, al lado de un río y una hacienda abandonada. Alrededor del sitio había arboledas de naranjos; de ahí el nombre de El Naranjal. Alternativamente, algunas leyendas señalan que la mena de oro de color naranja de la mina es la fuente del nombre.
A diferencia de otras minas perdidas o legendarias en esta área, hay poca evidencia contundente de que alguna vez existiera, y puede ser puramente una leyenda tomada de relatos confusos de las minas perdidas legendarias mucho más populares de Tayopa.

## Otras lecturas
- Dobie, J. Frank, Apache Gold & Yaqui Silver. Boston: Little, Brown. 1939.